# Silas Kiplagat
Silas Kiplagat (Kenia, 20 de agosto de 1989) es un atleta keniano, especialista en la prueba de 1500 m, con la que llegó a ser subcampeón mundial en 2011.

## Carrera deportiva
En el Mundial de Daegu 2011 gana la medalla de plata en los 1500 metros, con una marca de 3:35.92, tras su compatriota el también keniano Asbel Kiprop y por delante del estadounidense Matthew Centrowitz.